# Euchrysops dolorosa
Euchrysops dolorosa är en fjärilsart som beskrevs av Henry Trimen 1887. Euchrysops dolorosa ingår i släktet Euchrysops och familjen juvelvingar. Inga underarter finns listade i Catalogue of Life.